# Miserey-Salines
Miserey-Salines je francouzská obec v departementu Doubs v regionu Burgundsko-Franche-Comté. Žije zde přibližně 2 700 obyvatel.

## Geografie

### Sousední obce
| Růžice kompasu |                     | Les Auxons |                  | Růžice kompasu |
| Růžice kompasu |                     | Sever      | Châtillon-le-Duc | Růžice kompasu |
| Růžice kompasu | Miserey-Salines     |            | Châtillon-le-Duc | Růžice kompasu |
| Růžice kompasu | Jih                 |            | Châtillon-le-Duc | Růžice kompasu |
| Růžice kompasu | Pouilley-les-Vignes | Pirey      | École-Valentin   | Růžice kompasu |